# Magyarország legmagasabb hegyeinek listája
Magyarország legmagasabb hegycsúcsait többféleképpen is listába lehet rendezni:
1. A csúcs tengerszint feletti magassága szerint.
2. A csúcs tengerszint feletti magassága szerint, egy adott területen belül, ami lehet közigazgatási régió (például vármegye) vagy tájegység.
3. A csúcs relatív magassága (topográfiai kiemelkedése) szerint. (A relatív magasság azt fejezi ki, hogy legalább mennyi szintet kell leereszkedni a csúcsról, hogy bármely, a csúcsnál magasabb terepre jussunk.)
4. A csúcs dominanciája szerint. (A dominancia azt méri, hogy milyen messze van a csúcs a legközelebbi azonos magassági ponttól.)

## Hegycsúcsok tengerszint feletti magasság szerint

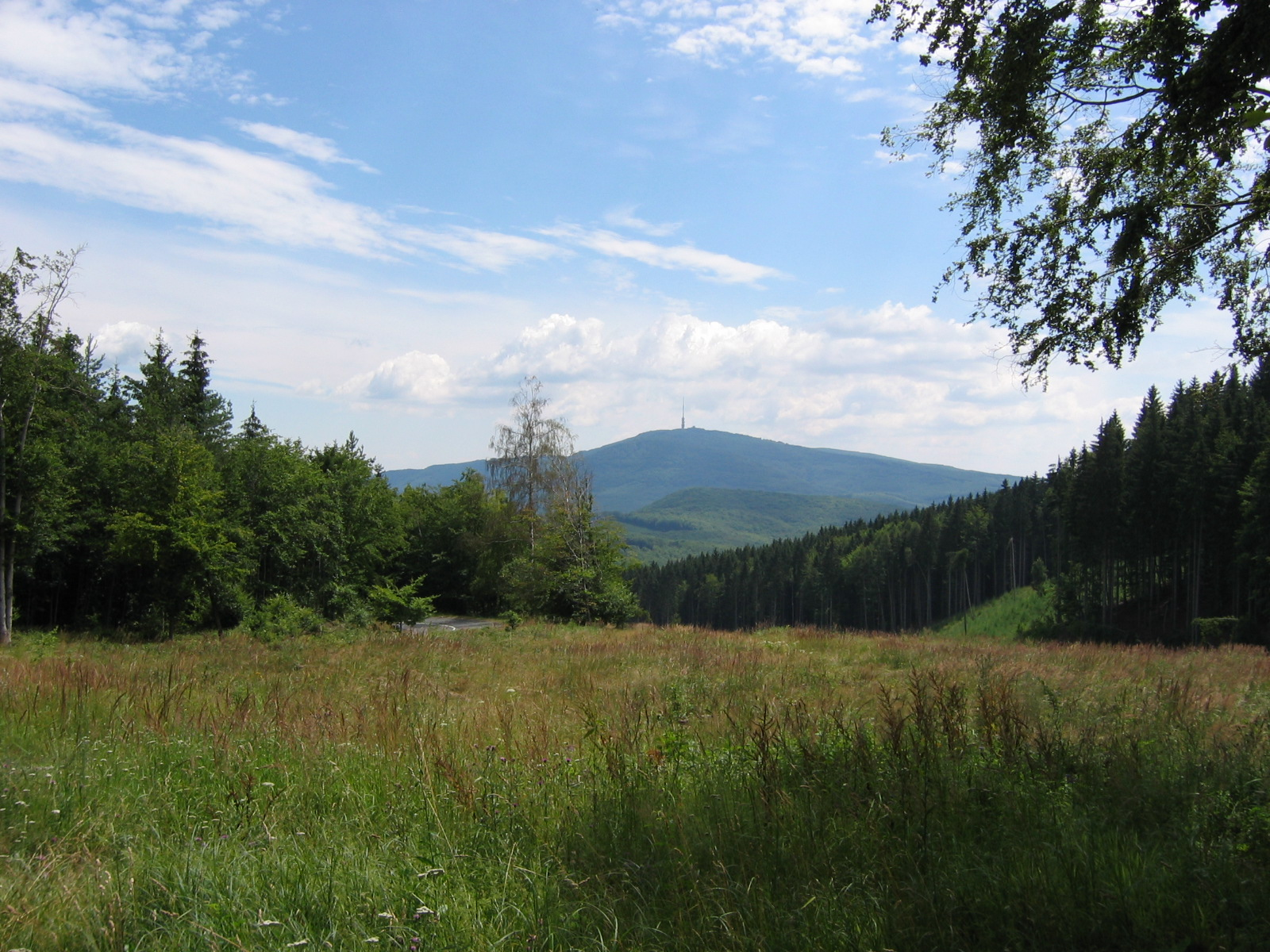
A Kékes, az ország legmagasabb pontja

### 900 méternél magasabb csúcsok
A lista Magyarország 900 méternél magasabb hegycsúcsait tartalmazza. A felsorolás a tengerszint feletti magasságon alapul, a legmagasabbtól az alacsonyabbak felé haladva. A lista 45 csúcsot tartalmaz. A sorrend az azonos magasságú csúcsokat ugyanazzal a sorszámmal jelöli, a sorban utánuk következő hegy pedig azt a sorszámot kapja, amit folyamatos sorszámozás mellett kapott volna. Így bizonyos sorszámok hiányoznak, de egy bizonyos magassághoz minden esetben egy sorszám tartozik.
Az összes csúcs az Északi-középhegységben található. A legtöbb heggyel a Bükk-vidék képviselteti magát, 37 db 900 méter feletti hegycsúccsal abszolút többségben van. A második legtöbbel a Mátra rendelkezik, 6 hegye található a 900 méteres listán. A Börzsöny a harmadik 2 csúccsal. Ebből is kitűnik, hogy Magyarország legmagasabb átlagmagasságú hegysége a Bükk, megelőzve a Mátrát és a Börzsönyt.
| Sorszám | Hegycsúcs neve             | Hegység    | Magasság (m) | Koordináták                                                  | Megjegyzés                                                                      |
| ------- | -------------------------- | ---------- | ------------ | ------------------------------------------------------------ | ------------------------------------------------------------------------------- |
| 1.      | Kékes                      | Mátra      | 1014         | é. sz. 47° 52′ 21″, k. h. 20° 00′ 30″47.872500°N 20.008333°E | Magyarország legmagasabb pontja                                                 |
| 2.      | Hidas-bérc                 | Mátra      | 971          | é. sz. 47° 51′ 36″, k. h. 20° 00′ 57″47.859918°N 20.015736°E | Legalább 971 méter magas, egyes források szerint 980 m.                         |
| 3.      | Galya-tető                 | Mátra      | 964          | é. sz. 47° 54′ 59″, k. h. 19° 54′ 59″47.916432°N 19.916383°E |                                                                                 |
| 4.      | Szilvási-kő (Kettős-bérc)  | Bükk-vidék | 961          | é. sz. 48° 04′ 16″, k. h. 20° 26′ 06″48.070983°N 20.434893°E | A Bükk-vidék legmagasabb csúcsa, amit 2014-es mérések alapján állapítottak meg. |
| 5.      | Péter hegyese              | Mátra      | 960          | é. sz. 47° 55′ 05″, k. h. 19° 55′ 19″47.917982°N 19.921865°E | A Galya-tető mellékcsúcsa                                                       |
| 6.      | Szilvási-kő (északi csúcs) | Bükk-vidék | 958          | é. sz. 48° 04′ 20″, k. h. 20° 26′ 07″48.072315°N 20.435358°E |                                                                                 |
| 6.      | Istállós-kő                | Bükk-vidék | 958          | é. sz. 48° 04′ 10″, k. h. 20° 25′ 49″48.069523°N 20.430258°E | 2014 előtt a Bükk-vidék legmagasabb pontjaként tartották számon.                |
| 8.      | Bálvány                    | Bükk-vidék | 956          | é. sz. 48° 05′ 58″, k. h. 20° 28′ 20″48.099562°N 20.472140°E |                                                                                 |
| 8.      | Kőrös-bérc                 | Bükk-vidék | 956          | é. sz. 48° 04′ 21″, k. h. 20° 27′ 03″48.072503°N 20.450865°E |                                                                                 |
| 8.      | Kőrös-bérc déli csúcsa     | Bükk-vidék | 956          | é. sz. 48° 04′ 16″, k. h. 20° 27′ 12″48.070987°N 20.453326°E |                                                                                 |
| 11.     | Virágos-Sár-hegy           | Bükk-vidék | 955          | é. sz. 48° 04′ 01″, k. h. 20° 26′ 37″48.066999°N 20.443664°E |                                                                                 |
| 12.     | Büszkés-hegy               | Bükk-vidék | 952          | é. sz. 48° 03′ 41″, k. h. 20° 27′ 36″48.061447°N 20.459938°E |                                                                                 |
| 13.     | Vörös-sár-hegy             | Bükk-vidék | 951          | é. sz. 48° 04′ 39″, k. h. 20° 26′ 41″48.077399°N 20.444783°E |                                                                                 |
| 14.     | Tar-kő                     | Bükk-vidék | 950          | é. sz. 48° 03′ 26″, k. h. 20° 27′ 40″48.057112°N 20.461080°E |                                                                                 |
| 14.     | Virágos-sár (2)            | Bükk-vidék | 950          | é. sz. 48° 03′ 52″, k. h. 20° 26′ 40″48.064420°N 20.444576°E |                                                                                 |
| 16.     | Nagy-kő-hát (1)            | Bükk-vidék | 946          | é. sz. 48° 04′ 01″, k. h. 20° 28′ 37″48.066936°N 20.477042°E |                                                                                 |
| 17.     | Felső-Borovnyák (1)        | Bükk-vidék | 945          | é. sz. 48° 05′ 56″, k. h. 20° 29′ 26″48.098814°N 20.490538°E | Miskolc legmagasabb pontja (külterület)                                         |
| 18.     | Kőris-hegy                 | Bükk-vidék | 944          | é. sz. 48° 04′ 09″, k. h. 20° 26′ 49″48.069283°N 20.446875°E |                                                                                 |
| 18.     | Piszkés-tető               | Mátra      | 944          | é. sz. 47° 55′ 07″, k. h. 19° 53′ 35″47.918639°N 19.893150°E |                                                                                 |
| 20.     | Kukocsó-hegy               | Bükk-vidék | 941          | é. sz. 48° 04′ 47″, k. h. 20° 26′ 20″48.079681°N 20.438918°E |                                                                                 |
| 21.     | Kis-kő-hát                 | Bükk-vidék | 939          | é. sz. 48° 03′ 60″, k. h. 20° 29′ 09″48.066548°N 20.485868°E |                                                                                 |
| 22.     | Csóványos                  | Börzsöny   | 938          | é. sz. 47° 56′ 57″, k. h. 18° 56′ 54″47.949037°N 18.948314°E | A Börzsöny legmagasabb csúcsa                                                   |
| 22.     | Nagy-István-erőse          | Bükk-vidék | 938          | é. sz. 48° 05′ 25″, k. h. 20° 27′ 47″48.090271°N 20.462996°E |                                                                                 |
| 24.     | Nagy-kő-hát (2)            | Bükk-vidék | 936          | é. sz. 48° 03′ 57″, k. h. 20° 28′ 24″48.065751°N 20.473314°E |                                                                                 |
| 24.     | Lengyendi-galya            | Mátra      | 936          | é. sz. 47° 55′ 05″, k. h. 19° 54′ 15″47.918077°N 19.904176°E |                                                                                 |
| 26.     | Pipis-hegy                 | Bükk-vidék | 934          | é. sz. 48° 05′ 21″, k. h. 20° 28′ 47″48.089230°N 20.479683°E |                                                                                 |
| 27.     | Kis-Kőhát                  | Bükk-vidék | 932          | é. sz. 48° 04′ 02″, k. h. 20° 29′ 24″48.067134°N 20.490086°E |                                                                                 |
| 27.     | Felső-Borovnyák (2)        | Bükk-vidék | 932          | é. sz. 48° 05′ 59″, k. h. 20° 29′ 33″48.099839°N 20.492629°E |                                                                                 |
| 29.     | Fodor-hegy                 | Bükk-vidék | 931          | é. sz. 48° 05′ 11″, k. h. 20° 28′ 09″48.086257°N 20.469237°E |                                                                                 |
| 30.     | Fekete-Sár-bérc            | Bükk-vidék | 930          | é. sz. 48° 04′ 34″, k. h. 20° 27′ 31″48.076220°N 20.458711°E |                                                                                 |
| 31.     | Kis-Sár-bérc               | Bükk-vidék | 925          | é. sz. 48° 04′ 43″, k. h. 20° 27′ 47″48.078717°N 20.463166°E |                                                                                 |
| 32.     | Kis-hegy                   | Bükk-vidék | 923          | é. sz. 48° 03′ 54″, k. h. 20° 26′ 03″48.065098°N 20.434046°E |                                                                                 |
| 33.     | Huta-bérc                  | Bükk-vidék | 920          | é. sz. 48° 04′ 55″, k. h. 20° 27′ 28″48.082025°N 20.457660°E |                                                                                 |
| 34.     | Magos-fa                   | Börzsöny   | 916          | é. sz. 47° 57′ 29″, k. h. 18° 56′ 16″47.958036°N 18.937699°E |                                                                                 |
| 34.     | Kis-tanya                  | Bükk-vidék | 916          | é. sz. 48° 03′ 58″, k. h. 20° 27′ 23″48.066243°N 20.456259°E |                                                                                 |
| 36.     | Ölyves-völgyfő             | Bükk-vidék | 915          | é. sz. 48° 05′ 22″, k. h. 20° 27′ 17″48.089374°N 20.454683°E |                                                                                 |
| 36.     | Mély-sár-bérc              | Bükk-vidék | 915          | é. sz. 48° 04′ 41″, k. h. 20° 28′ 06″48.078171°N 20.468429°E |                                                                                 |
| 36.     | Huta-bérc 2                | Bükk-vidék | 915          | é. sz. 48° 04′ 48″, k. h. 20° 27′ 13″48.080097°N 20.453670°E |                                                                                 |
| 36.     | Vörös-kő-bérc              | Bükk-vidék | 915          | é. sz. 48° 03′ 37″, k. h. 20° 26′ 04″48.060315°N 20.434389°E |                                                                                 |
| 40      | Ispán-hegy                 | Bükk-vidék | 912          | é. sz. 48° 04′ 37″, k. h. 20° 25′ 53″48.076812°N 20.431279°E |                                                                                 |
| 40      | Veres-Sár-bérc             | Bükk-vidék | 912          | é. sz. 48° 05′ 17″, k. h. 20° 29′ 07″48.088141°N 20.485166°E |                                                                                 |
| 40      | Füstös-kő-bérc             | Bükk-vidék | 912          | é. sz. 48° 05′ 01″, k. h. 20° 28′ 39″48.083598°N 20.477377°E |                                                                                 |
| 43.     | Semmi-bérc                 | Bükk-vidék | 906          | é. sz. 48° 04′ 57″, k. h. 20° 28′ 06″48.082485°N 20.468221°E |                                                                                 |
| 44.     | Három-kő                   | Bükk-vidék | 904          | é. sz. 48° 03′ 36″, k. h. 20° 28′ 24″48.060128°N 20.473257°E |                                                                                 |
| 45.     | Nagy-Kopasz                | Bükk-vidék | 903          | é. sz. 48° 03′ 49″, k. h. 20° 25′ 30″48.063638°N 20.424915°E |                                                                                 |

Fontos megjegyezni, hogy a fenti listában nem szerepel néhány olyan 900 méternél magasabb kiemelkedés, amely a domborzati térképeken önálló csúcsnak látszik, de hivatalosan nincs névvel ellátva, és földrajzi, turisztikai vagy szakirodalmi források sem hivatkoznak rájuk. Az ilyen kiemelkedések ismertség és dokumentáltság hiányában nem kerülnek be a fő listába, az alábbi kiegészítő listában kerülnek közlésre:
| Koordináták                                                  | Hegység | Magasság (m) |
| ------------------------------------------------------------ | ------- | ------------ |
| é. sz. 47° 55′ 06″, k. h. 19° 54′ 42″47.918285°N 19.911774°E | Mátra   | 950          |
| é. sz. 48° 04′ 27″, k. h. 20° 26′ 23″48.074130°N 20.439661°E | Bükk    | 945          |
| é. sz. 48° 03′ 43″, k. h. 20° 25′ 49″48.062032°N 20.430151°E | Bükk    | 942          |
| é. sz. 48° 05′ 58″, k. h. 20° 28′ 32″48.099492°N 20.475676°E | Bükk    | 940          |
| é. sz. 48° 03′ 45″, k. h. 20° 28′ 02″48.062554°N 20.467138°E | Bükk    | 925          |
| é. sz. 48° 04′ 03″, k. h. 20° 29′ 43″48.067503°N 20.495275°E | Bükk    | 905          |

A fenti lista nem tartalmazza azokat a vitatott földrajzi helyeket sem, amelyeket egyes források hegycsúcsnak jelölnek, vagy amelyek neve csúcsra utal, azonban a domborzati viszonyok alapján nem tekinthetők önálló hegycsúcsnak:
| Név          | Hegység | Magasság (m) | Koordináták                                                  |
| ------------ | ------- | ------------ | ------------------------------------------------------------ |
| Pezső-kő     | Mátra   | ~950         | é. sz. 47° 51′ 33″, k. h. 20° 00′ 34″47.859180°N 20.009457°E |
| -            | Bükk    | 910          | é. sz. 48° 06′ 04″, k. h. 20° 28′ 55″48.101111°N 20.481944°E |
| Tölgyes-orom | Bükk    | 905          | é. sz. 48° 05′ 57″, k. h. 20° 28′ 05″48.099057°N 20.467921°E |

### 900 méternél alacsonyabb csúcsok
Magyarországon a 900 méter alatti hegycsúcsok listája tájékoztató jellegű, és nem tekinthető teljesnek. Az ország domborzati adottságai miatt rengeteg kisebb kiemelkedés létezik, amelyek közül sok nem rendelkezik hivatalos névvel, és térképeken sem minden esetben szerepel.
A lista a legismertebb, névvel ellátott és földrajzi vagy turisztikai szempontból jelentősnek tekintett 900 méternél alacsonyabb csúcsokat tartalmazza magasság szerint. Az első, 900 méter feletti csúcsokat bemutató fejezetet is figyelembe véve összesen több mint 100 hegycsúcs került felsorolásra. 
| Sorszám | Hegycsúcs neve        | Hegység          | Magasság (m) | Megjegyzés                           |
| ------- | --------------------- | ---------------- | ------------ | ------------------------------------ |
| 46      | Küllő-hegy            | Bükk-vidék       | 899          |                                      |
| 47      | Sas-kő                | Mátra            | 898          |                                      |
| 48      | Nagy-Milic            | Zempléni-hegység | 893          | A Zempléni-hegység legmagasabb hegye |
| 49      | Leány-hegy            | Bükk-vidék       | 892          |                                      |
| 50      | Nyárju-hegy (1)       | Bükk-vidék       | 889          |                                      |
| 51      | Hermanház-tető        | Zempléni-hegység | 886          |                                      |
| 52      | Nyárju-hegy (2)       | Bükk-vidék       | 885          |                                      |
| 53      | Írott-kő              | Kőszegi-hegység  | 882          | A Dunántúl legmagasabb pontja        |
| 54      | Őr-kő (1)             | Bükk-vidék       | 880          |                                      |
| 54      | Kerek-réti-fő         | Bükk-vidék       | 880          |                                      |
| 56      | Zsérci-Nagy-Dél (1)   | Bükk-vidék       | 879          |                                      |
| 57      | Kút-hegy              | Mátra            | 878          |                                      |
| 58      | Zsérci-Nagy-Dél (2)   | Bükk-vidék       | 877          |                                      |
| 59      | Varsa-tető            | Börzsöny         | 871          |                                      |
| 60      | Sándor-hegy           | Bükk-vidék       | 870          |                                      |
| 61      | Nagy-Csipkés-tető     | Bükk-vidék       | 869          |                                      |
| 62      | Kis-Virágos-hegy      | Bükk-vidék       | 868          |                                      |
| 63      | Nagy-Hideg-hegy       | Börzsöny         | 864          |                                      |
| 64      | Hangyás-bérc (1)      | Börzsöny         | 863          |                                      |
| 65      | Zsérci-Nagy-Dél (3)   | Bükk-vidék       | 859          |                                      |
| 66      | Pes-kő                | Bükk-vidék       | 857          |                                      |
| 67      | Messzelátó            | Bükk-vidék       | 855          |                                      |
| 67      | Őr-kő (2)             | Bükk-vidék       | 855          |                                      |
| 69      | Hangyás-bérc (2)      | Börzsöny         | 854          |                                      |
| 70      | Zsérci-Nagy-Dél (4)   | Bükk-vidék       | 850          |                                      |
| 71      | Nagy-Csipkés-tető (3) | Bükk-vidék       | 843          |                                      |
| 71      | Hajagos-hegy          | Zempléni-hegység | 843          |                                      |
| 73      | Nagy-Hárs             | Bükk-vidék       | 840          |                                      |
| 74      | Mogyorós-orom         | Mátra            | 838          |                                      |
| 75      | Galya-vár             | Mátra            | 837          |                                      |
| 76      | Darázs-hegy           | Mátra            | 834          |                                      |
| 76      | Vadkert-tető          | Mátra            | 834          |                                      |
| 78      | Győr-hegy             | Mátra            | 831          |                                      |
| 79      | Kis-Sas-kő            | Mátra            | 830          |                                      |
| 80      | Kerek-hegy            | Bükk-vidék       | 827          |                                      |
| 81      | Nagy-Inóc             | Börzsöny         | 826          |                                      |
| 81      | Nyerges-hegy          | Zempléni-hegység | 826          |                                      |
| 83      | Korom-bérc            | Börzsöny         | 825          |                                      |
| 84      | Cserepes-kő           | Bükk-vidék       | 823          |                                      |
| 84      | Nagy-Átal-kő          | Mátra            | 823          |                                      |
| 84      | Pogányvár             | Börzsöny         | 823          |                                      |
| 87      | Nagy-Kőris            | Bükk-vidék       | 822          |                                      |
| 88      | Nagy-Dél (1)          | Bükk-vidék       | 821          |                                      |
| 88      | Oszicsinszki-hegy     | Mátra            | 821          |                                      |
| 88      | Vargai-Kurta-bérc (1) | Bükk-vidék       | 821          |                                      |
| 91      | Hosszú-bérc           | Bükk-vidék       | 820          |                                      |
| 92      | Vargai-Kurta-bérc (2) | Bükk-vidék       | 819          |                                      |
| 93      | Tölgyes-bérc          | Zempléni-hegység | 817          |                                      |
| 94      | Bél-kő                | Bükk-vidék       | 815          |                                      |
| 95      | Tót-hegyes            | Mátra            | 814          |                                      |
| 96      | Nyesett-vár           | Mátra            | 813          |                                      |
| 96      | Kerékgyártó-bükk      | Zempléni-hegység | 813          |                                      |
| 98      | Közép-bérc (1)        | Bükk-vidék       | 807          |                                      |
| 99      | Muzsla                | Mátra            | 806          |                                      |
| 100     | Közép-bérc (2)        | Bükk-vidék       | 804          |                                      |
| 101     | Nagy-Dél (2)          | Bükk-vidék       | 799          |                                      |
| 101     | Tölgyes-bérc          | Mátra            | 799          |                                      |
| 103     | Orita-hegy            | Zempléni-hegység | 798          |                                      |
| 104     | Esztea-fő             | Bükk-vidék       | 797          |                                      |
| 105     | Hármas-határ-hegy     | Kőszegi-hegység  | 795          |                                      |
| 106     | Hegyes-kő             | Bükk-vidék       | 792          |                                      |
| 106     | Teréz-hegy            | Mátra            | 792          |                                      |
| 108     | Kerek-hegy            | Bükk-vidék       | 790          |                                      |
| 109     | Ágasvár               | Mátra            | 789          |                                      |
| 110     | Kis-Átal-kő           | Mátra            | 787          |                                      |
| 110     | Kis-kő                | Mátra            | 787          |                                      |
| 110     | Köves-orom            | Mátra            | 787          |                                      |
| 110     | Nagy-Dél (3)          | Bükk-vidék       | 787          |                                      |
| 114     | Gergely-hegy          | Zempléni-hegység | 783          |                                      |
| 114     | Som-tető              | Mátra            | 783          |                                      |
| 116     | Csikorgó              | Bükk-vidék       | 778          |                                      |
| 116     | Kis-Galya             | Mátra            | 778          |                                      |

## Hegycsúcsok tengerszint feletti magasság szerint régiós bontásban

### Vármegyék és Budapest legmagasabb hegycsúcsai
| Sorszám | Megye                           | Hegycsúcs              | Magasság (m) | Tájegység          | Koordináták |
| ------- | ------------------------------- | ---------------------- | ------------ | ------------------ | --- |
| 1       | Heves vármegye                  | Kékes                  | 1014         | Mátra              | é. sz. 47° 52′ 21″, k. h. 20° 00′ 30″47.872500°N 20.008333°E                                                               |
| 2       | Nógrád vármegye                 | Péter-hegyese          | 960          | Mátra              | é. sz. 47° 55′ 05″, k. h. 19° 55′ 19″47.918056°N 19.921944°E                                                               |
| 3       | Borsod-Abaúj-Zemplén vármegye   | Felső-Borovnyák        | 945          | Bükk               | é. sz. 48° 05′ 56″, k. h. 20° 29′ 26″48.098889°N 20.490556°E                                                               |
| 4       | Pest vármegye                   | Csóványos              | 938          | Börzsöny           | é. sz. 47° 56′ 57″, k. h. 18° 56′ 54″47.949167°N 18.948333°E                                                               |
| 5       | Vas vármegye                    | Írott-kő               | 884          | Kőszegi-hegység    | é. sz. 47° 21′ 10″, k. h. 16° 26′ 02″47.352778°N 16.433889°E                                                               |
| 6       | Veszprém vármegye               | Kőris-hegy             | 711          | Bakony             | é. sz. 47° 17′ 40″, k. h. 17° 45′ 16″47.294444°N 17.754444°E                                                               |
| 7       | Komárom-Esztergom vármegye      | Dobogó-kő              | 700          | Visegrádi-hegység  | é. sz. 47° 43′ 10″, k. h. 18° 54′ 10″47.719444°N 18.902778°E                                                               |
| 8       | Baranya vármegye                | Zengő                  | 682          | Mecsek             | é. sz. 46° 10′ 50″, k. h. 18° 22′ 39″46.180556°N 18.377500°E                                                               |
| 9       | Győr-Moson-Sopron vármegye      | Kék-hegy               | 661          | Bakony             | é. sz. 47° 18′ 18″, k. h. 17° 46′ 03″47.305000°N 17.767500°E                                                               |
| 10      | Tolna vármegye                  | Dobogó                 | 594          | Mecsek             | é. sz. 46° 13′ 33″, k. h. 18° 21′ 40″46.225833°N 18.361111°E                                                               |
| 11      | Budapest                        | János-hegy             | 527          | Budai-hegység      | é. sz. 47° 31′ 05″, k. h. 18° 57′ 33″47.518056°N 18.959167°E                                                               |
| 12      | Fejér vármegye                  | Csóka-hegy, Köves-domb | 479          | Vértes, Bakony     | é. sz. 47° 22′ 14″, k. h. 18° 15′ 20″47.370556°N 18.255556°E, é. sz. 47° 16′ 23″, k. h. 18° 04′ 48″47.273056°N 18.080000°E |
| 13      | Zala vármegye                   | Köves-tető             | 444          | Keszthelyi-fennsík | é. sz. 46° 49′ 07″, k. h. 17° 19′ 46″46.818611°N 17.329444°E                                                               |
| 14      | Somogy vármegye                 | Alman-tető             | 316          | Külső-Somogy       | é. sz. 46° 46′ 19″, k. h. 17° 52′ 52″46.771944°N 17.881111°E                                                               |
| 15      | Szabolcs-Szatmár-Bereg vármegye | Bárci-tető             | 220          | Kaszonyi-hegy      | é. sz. 48° 15′ 02″, k. h. 22° 29′ 00″48.250556°N 22.483333°E                                                               |
| 16      | Bács-Kiskun vármegye            | Ólom-hegy              | 172          | Illancs            | é. sz. 46° 15′ 46″, k. h. 19° 05′ 21″46.262778°N 19.089167°E                                                               |
| 17      | Hajdú-Bihar vármegye            | Sós-hegy               | 172          | Nyírség            | é. sz. 47° 41′ 20″, k. h. 21° 52′ 20″47.688889°N 21.872222°E                                                               |
| 18      | Jász-Nagykun-Szolnok vármegye   | Hármas-határ           | 136          | Jászság            | é. sz. 47° 37′ 16″, k. h. 19° 45′ 29″47.621111°N 19.758056°E                                                               |
| 19      | Csongrád-Csanád vármegye        | Bukor-hegy             | 130          | Bácskai-síkvidék   | é. sz. 46° 15′ 46″, k. h. 19° 42′ 37″46.262778°N 19.710278°E                                                               |
| 20      | Békés vármegye                  | Livius-halom           | 107          | Csanádi-hát        | é. sz. 46° 15′ 43″, k. h. 20° 55′ 19″46.261944°N 20.921944°E                                                               |

### Tájegységek legmagasabb hegycsúcsai
| Sorszám | Tájegység          | Térkép | Hegycsúcs    | Magasság (m) | Koordináták                                                  |
| ------- | ------------------ | ------ | ------------ | ------------ | ------------------------------------------------------------ |
| 1       | Mátra              |        | Kékes        | 1014         | é. sz. 47° 52′ 21″, k. h. 20° 00′ 30″47.872500°N 20.008333°E |
| 2       | Bükk               |        | Szilvási-kő  | 961          | é. sz. 48° 04′ 16″, k. h. 20° 26′ 06″48.071111°N 20.435000°E |
| 3       | Börzsöny           |        | Csóványos    | 938          | é. sz. 47° 56′ 57″, k. h. 18° 56′ 54″47.949167°N 18.948333°E |
| 4       | Zempléni-hegység   |        | Nagy-Milic   | 895          | é. sz. 48° 34′ 36″, k. h. 21° 27′ 29″48.576667°N 21.458056°E |
| 5       | Alpokalja          |        | Írott-kő     | 884          | é. sz. 47° 21′ 10″, k. h. 16° 26′ 02″47.352778°N 16.433889°E |
| 6       | Pilis              |        | Pilis-tető   | 756          | é. sz. 47° 41′ 19″, k. h. 18° 52′ 25″47.688611°N 18.873611°E |
| 7       | Karancs            |        | Karancs      | 727          | é. sz. 48° 09′ 32″, k. h. 19° 47′ 27″48.158889°N 19.790833°E |
| 8       | Bakony             |        | Kőris-hegy   | 711          | é. sz. 47° 17′ 40″, k. h. 17° 45′ 23″47.294444°N 17.756389°E |
| 9       | Visegrádi-hegység  |        | Dobogó-kő    | 700          | é. sz. 47° 43′ 10″, k. h. 18° 54′ 10″47.719444°N 18.902778°E |
| 10      | Mecsek             |        | Zengő        | 682          | é. sz. 46° 10′ 50″, k. h. 18° 22′ 45″46.180556°N 18.379167°E |
| 11      | Cserhát            |        | Naszály      | 652          | é. sz. 47° 50′ 03″, k. h. 19° 09′ 13″47.834167°N 19.153611°E |
| 12      | Gerecse            |        | Gerecse      | 633          | é. sz. 47° 40′ 45″, k. h. 18° 29′ 21″47.679167°N 18.489167°E |
| 13      | Aggteleki-karszt   |        | Fertős-tető  | 604          | é. sz. 48° 30′ 42″, k. h. 20° 33′ 55″48.511667°N 20.565278°E |
| 14      | Budai-hegység      |        | Nagy-Kopasz  | 559          | é. sz. 47° 33′ 07″, k. h. 18° 51′ 55″47.551944°N 18.865278°E |
| 15      | Soproni-hegység    |        | Magas-bérc   | 557          | é. sz. 47° 39′ 06″, k. h. 16° 27′ 51″47.651667°N 16.464167°E |
| 16      | Vértes             |        | Nagy-Csákány | 487          | é. sz. 47° 30′ 02″, k. h. 18° 27′ 45″47.500556°N 18.462500°E |
| 17      | Keszthelyi-fennsík |        | Köves-tető   | 444          | é. sz. 46° 49′ 07″, k. h. 17° 19′ 47″46.818611°N 17.329722°E |
| 18      | Velencei-hegység   |        | Meleg-hegy   | 352          | é. sz. 47° 15′ 30″, k. h. 18° 35′ 49″47.258333°N 18.596944°E |
| 19      | Cserehát           |        | Kecske-pad   | 340          | é. sz. 48° 25′ 30″, k. h. 20° 52′ 35″48.425000°N 20.876389°E |
| 20      | Külső-Somogy       |        | Almán-tető   | 316          | é. sz. 46° 46′ 19″, k. h. 17° 52′ 52″46.771944°N 17.881111°E |

## Hegycsúcsok relatív magasság szerint
| Sorszám | Hegycsúcs    | Relatív magasság (m) | Magasság (m) | Tájegység        | Koordináták                                                                          |
| ------- | ------------ | -------------------- | ------------ | ---------------- | ------------------------------------------------------------------------------------ |
| 1       | Kékes        | 774                  | 1014         | Mátra            | é. sz. 47° 52′ 21″, k. h. 20° 00′ 30″47.872500°N 20.008333°E1. Kékes (1014 m)        |
| 2       | Szilvási-kő  | 713                  | 961          | Bükk             | é. sz. 48° 04′ 16″, k. h. 20° 26′ 06″48.071111°N 20.435000°E2. Szilvási-kő (961 m)   |
| 3       | Csóványos    | 710                  | 938          | Börzsöny         | é. sz. 47° 56′ 57″, k. h. 18° 56′ 54″47.949167°N 18.948333°E3. Csóványos (938 m)     |
| 4       | Pilis-tető   | 606                  | 756          | Pilis Mountains  | é. sz. 47° 41′ 19″, k. h. 18° 52′ 25″47.688611°N 18.873611°E4. Pilis-tető (756 m)    |
| 5       | Nagy-Milic   | 585                  | 895          | Zempléni-hegység | é. sz. 48° 34′ 36″, k. h. 21° 27′ 29″48.576667°N 21.458056°E5. Nagy-Milic (895 m)    |
| 6       | Zengő        | 537                  | 682          | Mecsek           | é. sz. 46° 10′ 50″, k. h. 18° 22′ 45″46.180556°N 18.379167°E6. Zengő (682 m)         |
| 7       | Karancs      | 497                  | 727          | Karancs          | é. sz. 48° 09′ 32″, k. h. 19° 47′ 27″48.158889°N 19.790833°E7. Karancs (727 m)       |
| 8       | Kőris-hegy   | 492                  | 711          | Bakony           | é. sz. 47° 17′ 40″, k. h. 17° 45′ 23″47.294444°N 17.756389°E8. Kőris-hegy (711 m)    |
| 9       | Gergely-hegy | 428                  | 783          | Zempléni-hegység | é. sz. 48° 24′ 59″, k. h. 21° 18′ 44″48.416389°N 21.312222°E9. Gergely-hegy (783 m)  |
| 10      | Írott-kő     | 414                  | 884          | Kőszegi-hegység  | é. sz. 47° 21′ 10″, k. h. 16° 26′ 02″47.352778°N 16.433889°E10. Írott-kő (884.0 m)   |
| 11      | Nagy-Gerecse | 408                  | 633          | Gerecse          | é. sz. 47° 40′ 45″, k. h. 18° 29′ 21″47.679167°N 18.489167°E11. Gerecse (633 m)      |
| 12      | Nagy-Kopasz  | 403                  | 528          | Zempléni-hegység | é. sz. 48° 07′ 15″, k. h. 21° 23′ 03″48.120833°N 21.384167°E12. Nagy-Kopasz (528)    |
| 13      | Naszály      | 402                  | 652          | Cserhát          | é. sz. 47° 50′ 03″, k. h. 19° 09′ 13″47.834167°N 19.153611°E13. Naszály (652 m)      |
| 14      | Fekete-hegy  | 351                  | 576          | Zempléni-hegység | é. sz. 48° 26′ 22″, k. h. 21° 33′ 50″48.439444°N 21.563889°E14. Fekete-hegy (576)    |
| 15      | Galya-tető   | 349                  | 965          | Mátra            | é. sz. 47° 54′ 59″, k. h. 19° 54′ 59″47.916389°N 19.916389°E15. Galya-tető (964.7 m) |
| 16      | Szokolya     | 334                  | 607          | Zempléni-hegység | é. sz. 48° 15′ 54″, k. h. 21° 17′ 57″48.265000°N 21.299167°E16. Szokolya (607)       |
| 17      | Szár-hegy    | 331                  | 521          | Aggteleki-karszt | é. sz. 48° 28′ 48″, k. h. 20° 44′ 05″48.480000°N 20.734722°E17. Szár-hegy (521)      |
| 18      | Magas-hegy   | 309                  | 514          | Zempléni-hegység | é. sz. 48° 24′ 08″, k. h. 21° 38′ 01″48.402222°N 21.633611°E18. Magas-hegy (514)     |
| 19      | Purga        | 305                  | 575          | Cserhát          | é. sz. 47° 57′ 30″, k. h. 19° 38′ 39″47.958333°N 19.644167°E19. Purga (575)          |
| 20      | Magoska      | 299                  | 734          | Zempléni-hegység | é. sz. 48° 21′ 00″, k. h. 21° 17′ 12″48.350000°N 21.286667°E20. Magoska (734)        |

## Hegycsúcsok dominancia szerint
| Sorszám | Hegycsúcs                   | Dominancia (km) | Magasság (m) | Koordináták                                                                           | Legközelebbi magasabb hegycsúcs | Magasság (m) |
| ------- | --------------------------- | --------------- | ------------ | ------------------------------------------------------------------------------------- | ------------------------------- | ------------ |
| 1       | Köris-hegy Bakony           | 94,6            | 710,6        | é. sz. 47° 17′ 40″, k. h. 17° 45′ 16″47.294444°N 17.754444°E1. Köris-hegy (710,6 m)   | Pilis-tető Pilis                | 757          |
| 2       | Zengő Mecsek                | 87,5            | 679,9        | é. sz. 46° 10′ 48″, k. h. 18° 22′ 38″46.180000°N 18.377222°E2. Zengő (679,9 m)        | Kapovac Krndija-hegység         | 792          |
| 3       | Kékes Mátra                 | 82,6            | 1014,0       | é. sz. 47° 52′ 22″, k. h. 20° 00′ 34″47.872778°N 20.009444°E3. Kékes (1014,0 m)       | Jávoros Osztrovszki-hegység     | 1044         |
| 4       | Csóványos Börzsöny          | 50,6            | 938,2        | é. sz. 47° 56′ 57″, k. h. 18° 56′ 54″47.949167°N 18.948333°E4. Csóványos (938,2 m)    | Szitnya Selmeci-hegység         | 1009         |
| 5       | Isten dombja Zalai-dombság  | 43,0            | 343,3        | é. sz. 46° 32′ 14″, k. h. 16° 52′ 57″46.537222°N 16.882500°E5. Isten dombja (343,3 m) | Petö-hegy Kesztehelyi-fennsík   | 355          |
| 6       | Szilvási-kő Bükk            | 38,5            | 960,7        | é. sz. 48° 04′ 16″, k. h. 20° 26′ 05″48.071111°N 20.434722°E2. Szilvási-kő (960,7)    | Kékes Mátra                     | 1014         |
| 7       | Szársomlyó Villányi-hegység | 30,8            | 442,4        | é. sz. 45° 51′ 21″, k. h. 18° 24′ 44″45.855833°N 18.412222°E7. Szársomlyó (442,4 m)   | Misina Mecsek                   | 533          |
| 8       | Nagy-Tenke Zalai-dombság    | 29,1            | 331,6        | é. sz. 46° 34′ 00″, k. h. 16° 30′ 12″46.566667°N 16.503333°E8. Nagy-Tenke (331,6 m)   | Hahót-hegy Zalai-dombság        | 333          |
| 9       | Gerecse                     | 27,9            | 633,2        | é. sz. 47° 40′ 50″, k. h. 18° 29′ 09″47.680556°N 18.485833°E9. Gerecse (633,2 m)      | Nagy-Szoplák Pilis              | 710          |
| 10      | Pilis-tető Pilis            | 26,0            | 756,6        | é. sz. 47° 41′ 18″, k. h. 18° 52′ 19″47.688333°N 18.871944°E10. Pilis-tető (756,6 m)  | Nagy-Inóc Börzsöny              | 826          |
| 11      | Karancs                     | 25,9            | 727,3        | é. sz. 48° 09′ 30″, k. h. 19° 47′ 22″48.158333°N 19.789444°E11. Karancs (727,3 m)     | Ágasvár Mátra                   | 789          |
| 12      | Nagy-Milic Zempléni hegység | 25,1            | 892,8        | é. sz. 48° 34′ 36″, k. h. 21° 27′ 29″48.576667°N 21.458056°E12. Nagy-Milic (892,8 m)  | Mošník Szalánci-hegység         | 911          |